# نهرخان سفلي
نهرخان سفلي (بالفارسية: نهرخان سفلی) هي مستوطنة تقع في قسم كلان الريفي (مقاطعة إيوان) في إيران. يقدر عدد سكانها بـ 170 نسمة .